# لينفيلد (معالج)
Lynnfield هو الاسم المصدري للمعالجات رباعية النوى من Intel، تم إطلاقها في ايلول 2009.
تباع باعدادات متفاوتة لـ إنتل كور i7-8xx Core i5-7xx وإنتل زيون-X34xx.
تستخدم Lynnfield البنية الميكروية (بالإنجليزية: Microarchitecture)‏ ل Nehalem وتحل محل البنية الميكروية ل Core الذي يعتمد عليه معالج Yorkfield. يستخدم نفس ال 45 نانومتر تكنلوجيا المعالجة ولكن بواجهة جديدة ومتحكمات ذاكرة ثنائية القناة ،وهذا يعني أنك تحتاج لمقبضين من الذواكر بدلاً من ثلاثة كما في مقبس بي إنتل كور i7، مما يقلل من كلفة النظام بشكل عام.
هذا المنتج ل Lynnfield هو 80605، وقيمة رقم وحدة التحكم (CPUID) الخاصة به تعرفه على أنه من العائلة 6، النموذج 30.
Lynnfield مرتبط بالمعالجات الصغرية ل Bloomfield وGainestown التي تستخدم للمخدمات والحواسب الشخصية المتقدمة. الاختلاف الرئيسي بين الاثنين هو أن Lynnfield يستخدم مقبس معالج LGA 1156 كمقابل ل مقبس بي المستخدم في الباقي، حيث تتضمن معالجات LGA 1156 حلقات واجهة الوسائط المتعددة المباشرة(بالإنجليزية:  Direct Media Interface DMI)‏ ومنفذ الملحقات الإضافية السريع. ولكن أسعارها قريبة من أسعار سابقيها، إلا أنها تتميز فوق ذلك بانخفاض الطاقة الحرارية التصميمية إلى 95 واط مقارنة ب 130 واط لسابقيها.
وحدة المعالجة المركزية (CPU) ل Lynnfield تتصل باللوحة الأم(بالإنجليزية: Motherboard)‏ بواسطة وصلات DMI،
على حين وحدة المعالجة المركزية ل مقبس بي تتصل بواسطة وصلات QPI. حيث وصلة ال DMI هي المعبر (بالإنجليزية: Bus)‏ المعياري لإنتل بين الرقاقات، وبذلك فإن تصميم وحدة المعالجة المركزية ل Lynnfield هو الأول الذي يجمع كل شيء يحتاجه من أجل أن يتحمل أعباء الازدحام في السرعات العالية، وكذلك الحال بالنسبة لمتحكم الذاكرة (بالإنجليزية: Memory Controller)‏ ومتحكم PCI Express.
إصدار الموبايل من Lynnfield هو Clarksfield

## المواصفات
| تصميم | تردد الساعة الأعظمي   | مجموعة التعليمات                                              | البنية الميكروية | كود رقم وحدة التحكم CPUID code | كود المنتج | النوى     | L2 كاش  | L3 كاش | التطبيقات        | المقابس  | الأسماء التجارية            |
| ----- | --------------------- | ------------------------------------------------------------- | ---------------- | ------------------------------ | ---------- | --------- | ------- | ------ | ---------------- | -------- | --------------------------- |
| Intel | 2.66 GHz إلى 2.93 GHz | إكس 86، إكس86-64، MMX، SSE، SSE2، SSE3، SSSE3، SSE4.1، SSE4.2 | Intel Nehalem    | 106Ex                          | 80605      | 4 (45 نم) | 4x256kb | 8 MB   | Desktop سطح مكتب | LGA 1156 | Core i5-7xx إنتل كور i7-8xx |

## الأسماء التجارية
| الاسم       | النموذج | التسويق                                   | مجال تردد الساعة | تقنية الربط الفائق | الذاكرة العظمى | تصحيح الأخطاء |
| ----------- | ------- | ----------------------------------------- | ---------------- | ------------------ | -------------- | ------------- |
| Core i5     | i5-7xx  | الحواسب الشخصية                           | 2.66 GHz         | لا                 | 16GB           | لا            |
| إنتل كور i7 | i7-8xx  | الحواسب الفائقة (بالإنجليزية: Enthusiast)‏ | 2.80-2.93 GHz    | نعم                | 16GB           | لا            |
| إنتل زيون   | 34xx    | مخدمات                                    | 1.86-2.93 GHz    | البعض              | 32GB           | نعم           |